# Глухий кут (фільм, 1970)
«Глухий кут» (англ. Deadlock) — вестерн 1970 року західнонімецького виробництва, знятий режисером Роландом Кліком. Фільм, можливо, найбільш відомий завдяки саундтреку, створеному німецьким рок-гуртом Can. Пісні, написані Can для цього фільму, увійшли до їхнього альбому Soundtracks (1970). Сьогодні фільм вважається культовою класикою.

## Сюжет
Молодий чоловік на ім'я Кід, змучений спекою, блукає пустельною місцевістю (імовірно, неподалік від кордону Каліфорнії та Мексики) з металевим кейсом, повним грошей, кулеметом і кульовим пораненням у руку. Знесилений, він падає і його знаходить Чарльз Дамп, колишній керівник покинутого шахтарського поселення неподалік. Спершу Дамп краде його валізу та залишає його помирати. Повернувшись на місце (ймовірно, щоб або врятувати його, або добити), він бачить, що Кід отямився і змушує його під дулом пістолета відвезти його в безпечне місце.
Дамп живе у занедбаному поселенні разом із Корінною, колишньою власницею борделю, та Джессі, її німою дочкою, яка, ймовірно, є донькою самого Дампа. Дамп здогадується, що Кід пограбував банк у найближчому місті і вирішив іти пустелею, аби затаїтися, замість того щоб утекти поїздом. Він відмовляється виймати кулю з руки Кіда, сподіваючись, що поранення та інфекція його вб’ють. Однак під тиском Джессі він зрештою витягає кулю, даючи Кіду шанс одужати. Кід попереджає, що його партнер, містер Саншайн, прийде за грошима, але Дамп залишається байдужим.
Містер Саншайн таки прибуває, і Дамп спершу намагається блефувати, навіть перехоплює його пістолет і намагається вистрілити, не помічаючи, що той розряджений. Троє чоловіків починають психологічні ігри: Дамп намагається посіяти недовіру між давніми партнерами, а Кід розповідає містеру Саншайну, що коли він намагався втекти на поїзді після пограбування, його підстрелила невідома особа.
Після того, як Дамп вранці невдало спробував втекти з грошима, але його зупинили, він пізніше намагається поїхати вантажним поїздом, але охоронець поїзда б'є та викидає його з вагона. Блукаючи пустелею, він знову зустрічається з грабіжниками, які переслідують його на його ж вантажівці. Містер Саншайн смертельно збиває Дампа. Повернувшись до табору, Кід і містер Саншайн ділять гроші, і Кід проводить ніч із Джессі.
Наступного дня чоловіки залишають поселення, а Джессі йде за ними, сподіваючись поїхати разом. Коли Кід намагається подарувати їй подарунок, він помічає, що містер Саншайн зводить курок, і розуміє, що його хочуть зрадити. Кід і Джессі залишаються покинутими, і трохи далі містер Саншайн викидає їхній пістолет, кажучи Кіду, що він може використати його для самогубства. Відійшовши ще далі, він відкриває металеву валізу й бачить, що вона набита цеглою та запискою «Вибач, старий». Тоді він повертається до табору.
Він б'є Кіда, вимагаючи сказати, де гроші, і зі злості вбиває Джессі та Корінну. Кіду вдається перевернути ситуацію на свою користь: містер Саншайн втрачає надію повернути гроші, і Кід вбиває його. Залишившись один серед пустелі, Кід іде. Те, чи були гроші у нього гроші насправді, залишається невідомим.

## Акторський склад
- Маріо Адорф (Mario Adorf) — Чарльз Дамп
- Ентоні Доусон (Anthony Dawson) — Саншайн
- Марквард Бем (Marquard Bohm) — Кід
- Маша Ельм-Раббен (Mascha Elm-Rabben) — Джессі
- Зіґурд Фітцек (Sigurd Fitzek) — Енцо
- Бетті Сеґал (Betty Segal) — Корінна